# Középső perm
A középső perm vagy guadalupei korszak a perm földtörténeti időszak három kora közül a második, amely 272,95 ± 0,11 millió évvel ezelőtt (mya) kezdődött, a kora perm kunguri korszak után és 259,1 ± 0,5 mya ért véget, a késő perm wuchiapingi korszaka előtt. 

## Tagolása
A középső perm kort a következő korszakokra tagolta a Nemzetközi Rétegtani Bizottság:
- capitani korszak: 265,1 ± 0,4 – 259,1 ± 0,5 Ma
- wordi korszak: 268,8 ± 0,5 – 265,1 ± 0,4 Ma
- roadi korszak: 272,95 ± 0,11 – 268,8 ± 0,5 Ma

## Határai
Kezdetét a Nemzetközi Sztratigráfiai Bizottság meghatározása szerint a Jinogondolella nanginkensis conodonták legalacsonyabb előfordulási gyakorisága jelzi a korszakból származó kőzetrétegekben. Az utána következő wuchiapingi korszak a Clarkina postbitteri postbitteri conodonták legalacsonyabb előfordulási gyakoriságával kezdődik.

## Élővilág
A középső perm a sekélyvízi korallzátonyok virágzásának kora. A szárazföldön ebben a korban a Pelycosaurusokat felváltották a korai Therapsidák, az emlősszerű hüllők (Synapsidák) egy másik ága.
A szárazföldi növényzetet a karbon időszaktól egyre jobban elterjedő és egyre változatosabbá váló nyitvatermők uralma jellemzi. Jellemző középsó permi növényi csoportok: Cordaites, páfrányfenyők (Ginkgophyta), Glossopteris.

## Magyarországon
Magyarországon például a Bükk-vidék hegység északi részében találhatók a felszínen középső perm kőzetek (a karbon területeket délről szegélyező egy kilométer szélességű sávban), tengeri eredetű homokkő, aleuritpala, lagúna fáciesű dolomit. Alsó rétegeiben dúsult urán található (nem kinyerni érdemes mennyiség).